# Vallisnérie d'Amérique
Vallisneria americana
Espèce
Classification phylogénétique
La vallisnérie d'Amérique (Vallisneria americana) aussi connue sous les noms de vallisnérie américaine, vallisnérie géante, d'herbe à la barbotte, ou céleri sauvage, est une plante de la famille des Hydrocharitaceae. Cette plante pousse dans les milieux aquatiques et peut donner des feuilles de plus de 80 cm de long.

## Description
Les feuilles étroites, pouvant atteindre 1,5 m de longueur, sont linéaires et allongées.

## Taxonomie
Synonymes (d'après ITIS)
- Vallisneria spiralis var. asiatica (Michx.) Torr.
- Vallisneria spiralis var. americana (Michx.) Torr.
- Vallisneria spiralis auct. non L.
- Vallisneria asiatica Michx.
- Vallisneria neotropicalis Vict.

## Pollinisation
La vallisnérie d'Amérique forme au fond de l’eau ses fleurs mâles et femelles sur des individus différents (diécie). Elle libère ensuite ses fleurs mâles qui montent jusqu’à la surface où elles s’ouvrent. Les fleurs femelles, quant à elles, poussent jusqu’à la surface où elles s’ouvrent à leur tour, parmi les fleurs mâles qui flottent autour. Après la fécondation, qui s’opère dans l’air, la fleur femelle se referme et retourne au fond de l’eau pour mûrir son fruit.